# 工人委员会关键部门
工人委员会关键部门（西班牙語：Sector crítico de Comisiones Obreras）是西班牙工人委员会的一个内部派系。该派系形成于1996年。其成员通常被称为“关键派”。该派约占工人委员会成员的23%。与目前工人委员会的政策不同，该派主张工人委员会重新回到关心社会政治和阶级立场的路线，与左翼政党，尤其是西班牙共产党建立更紧密的联系。该派认为目前工人委员会的政策过于倾向于社会和解，还严厉压制会员的意见。